# Ultimaker
La Ultimaker è un'azienda che produce stampanti 3D, con sede principale nei Paesi Bassi e linee d'assemblaggio negli USA.
I principali prodotti sono stampanti 3D con tecnologia FFF, sviluppo software e vendita di filamenti per stampa 3D.
Tra i prodotti principali Ultimaker S5, Ultimaker 3, Ultimaker 2+ e Ultimaker Original+.

## Storia
La fondazione dell'azienda risale al 2011 da parte di Martijn Elserman, Erik de Bruijn e Siert Wijnia. Quest'ultimo, organizzava una serie di appuntamenti presso il fab lab ProtoSpace di Utrecht dedicati alla costruzione di stampanti 3D del progetto RepRap. Martijn Elserman e Erik de Bruijn, che assistevano al corso e che trovavano difficoltà nell'assemblaggio delle macchine, decisero di disegnare la propria stampante, andando a soppiantare i principi reprap, dove l'obiettivo principale era di realizzare stampanti 3D utilizzando prevalentemente parti realizzate con un'altra stampante 3D, preferendo utilizzare componenti realizzate tramite compensato tagliato a laser, molto più veloce nel produrre le parti. Il primo prototipo chiamato "Ultimaker protobox", mentre i prototipi successivi furono chiamati semplicemente "Ultimaker". Il primo prodotto completo fu pubblicato nel marzo 2011 sotto licenza Creative Commons BY-NC. Il primo modello fu distribuito come kit da assemblare.

## Cura
La prima versione del software di slicing (ovvero il software che converte un file 3D in linguaggio macchina GCODE) utilizzato sulle stampanti 3D Ultimaker era una versione modificata di Replicator-G, software Open Source per stampanti 3D pensato soprattutto per le macchine MakerBot. Per questo motivo fu scelto di sviluppare un software apposito chiamato Ultimaker Cura o più semplicemente Cura, sempre con licenza Open Source. Nel corso degli anni Cura è diventato il software di slicing più utilizzato nel mondo della stampa 3D. Il 26 Settembre 2017 la compagnia ha annunciato che il software è utilizzato da un milione di utenti, nel 2019 Ultimaker ha dichiarato che il software ha processato oltre 1,4 milioni di operazioni di slicing alla settimana
Il software è in grado di leggere i più comuni formati di modelli 3D quali STL, 3MF (Ultimaker è socio fondatore del 3MF Consortium che ha creato questo formato), OBJ, X3D, oltre che a files di immagini come BMP, GIF, JPG, e PNG, che vengono convertite in litofanie al caricamento.

## Modelli
| Modello                                    | Ultimaker Original               | Ultimaker 2 +                    | Ultimaker 2 Go                   | Ultimaker 2 Extended             | Ultimaker 3                                                                                | Ultimaker 3 Extended                                                                       | Ultimaker S5 | Ultimaker S3 |
| ------------------------------------------ | -------------------------------- | -------------------------------- | -------------------------------- | -------------------------------- | ------------------------------------------------------------------------------------------ | ------------------------------------------------------------------------------------------ | --- | --- |
| Data di distribuzione                      | Marzo 2011                       | Settembre 2013                   | Aprile 2015                      | Aprile 2015                      | Ottobre 2016                                                                               | Ottobre 2016                                                                               | Aprile 2018 | Settembre 2019 |
| Volume di costruzione                      | 210 mm × 210 mm × 205 mm         | 223 mm × 223 mm × 205 mm         | 120 mm × 120 mm × 115 mm         | 223 mm × 223 mm × 305 mm         | 215 mm x 215 mm x 200 mm                                                                   | 215 mm x 215 mm x 300 mm                                                                   | 330 mm x 240 mm x 300 mm                                                                                                 | 230 mm x 190 mm x 200 mm                                                                                                 |
| Volume di costruzione con doppio estrusore | Non supportato                   | Non supportato                   | Non supportato                   | Non supportato                   | 197 mm x 215 mm x 200 mm                                                                   | 197 mm x 215 mm x 300 mm                                                                   | 330 mm x 240 mm x 300 mm                                                                                                 | 230 mm x 190 mm x 200 mm                                                                                                 |
| Risoluzione minima                         | fino a 20 µm                     | fino a 20 µm                     | fino a 20 µm                     | fino a 20 µm                     | Ugello da 0.25 mm: 150 - 60 µm Ugello da 0.4 mm: 200 - 20 µm Ugello da 0.8 mm: 600 - 20 µm | Ugello da 0.25 mm: 150 - 60 µm Ugello da 0.4 mm: 200 - 20 µm Ugello da 0.8 mm: 600 - 20 µm | Ugello da 0.25 mm: 150 - 60 µm Ugello da 0.4 mm: 200 - 20 µm Ugello da 0.6 mm: 300 - 20 µm Ugello da 0.8 mm: 600 - 20 µm | Ugello da 0.25 mm: 150 - 60 µm Ugello da 0.4 mm: 200 - 20 µm Ugello da 0.6 mm: 300 - 20 µm Ugello da 0.8 mm: 600 - 20 µm |
| Diametro del filamento                     | Raccomandato 2.85 mm             | Raccomandato 2.85 mm             | Raccomandato 2.85 mm             | Raccomandato 2.85 mm             | 2.85 mm                                                                                    | 2.85 mm                                                                                    | 2.85 mm | 2.85 mm |
| Diametro dell'ugello                       | 0.4 mm sostituibile              | 0.4 mm sostituibile              | 0.4 mm sostituibile              | 0.4 mm sostituibile              | 0.25 mm, 0.4 mm, 0.8 mm                                                                    | 0.25 mm, 0.4 mm, 0.8 mm                                                                    | 0.25 mm, 0.4 mm, 0.6 mm, 0.8 mm                                                                                          | 0.25 mm, 0.4 mm, 0.6 mm, 0.8 mm                                                                                          |
| Temperatura operativa dell'ugello          | 180 °C - 260 °C                  | 180 °C - 260 °C                  | 180 °C - 260 °C                  | 180 °C - 260 °C                  | 180 °C - 280 °C                                                                            | 180 °C - 280 °C                                                                            | 180 °C - 280 °C | 180 °C - 280 °C |
| Temperatura operativa del piano di stampa  | -                                | 50 °C – 100 °C                   | -                                | 50 °C - 100 °C                   | 20 °C - 100 °C                                                                             | 20 °C - 100 °C                                                                             | 20 °C - 140 °C | 20 °C - 140 °C |
| Dimensioni macchinario                     | 357 mm × 342 mm × 388 mm         | 357 mm × 342 mm × 388 mm         | 258 mm × 250 mm × 287.5 mm       | 493 mm × 342 mm × 688 mm         | 342 mm x 380 mm x 389 mm                                                                   | 342 mm x 380 mm x 489 mm                                                                   | 495 mm x 457 mm x 520 mm                                                                                                 | 394 mm x 489 mm x 637 mm                                                                                                 |
| Potenza Massima                            |                                  | 221 W                            | 221 W                            | 221 W                            | 221 W                                                                                      |                                                                                            | 500 W | 350 W |
| Tecnologia                                 | Fused Filament Fabrication (FFF) | Fused Filament Fabrication (FFF) | Fused Filament Fabrication (FFF) | Fused Filament Fabrication (FFF) | Fused Filament Fabrication (FFF)                                                           | Fused Filament Fabrication (FFF)                                                           | Fused Filament Fabrication (FFF)                                                                                         | Fused Filament Fabrication (FFF)                                                                                         |
| Software                                   | Cura (Fornito)                   | Cura (Fornito)                   | Cura (Fornito)                   | Cura (Fornito)                   | Cura (Fornito)                                                                             | Cura (Fornito)                                                                             | Cura (Fornito) | Cura (Fornito) |